# ヤレク・ガシオロフスキ
ヤレク・ガシオロフスキ・エルナンディス（Yarek Gasiorowski Hernandis、2005年1月12日 - ）は、スペイン・バレンシア州ポリニャー・デ・シューケル出身のサッカー選手。エールディヴィジ・PSV所属。ポジションはDF。

## クラブ経歴
2012年にバレンシアCFのカンテラへ入団し、2022年8月4日、クラブと3年間のプロ契約を結んだことで晴れてプロサッカー選手となった。2023年10月7日、プリメーラ・ディビシオンのRCDマジョルカ戦にて、試合終了間際にティエリー・コレイアとの途中交代でトップチームデビューを果たした。
2025年7月10日、PSVに5年契約で移籍した。

## 代表経歴
2021年からスペインの世代別代表へ招集されており、2023年7月にはUEFA U-19欧州選手権2023に出場した。

## 人物
ポーランド人の父とスペイン人の母の下、バレンシア州のポリニャー・デ・シューケルに生まれたため、両国の国籍を保有している。